# Henricus Josephus Maria Hofland
Henricus Josephus Maria Hofland (Tilburg, 14 april 1896 – 5 mei 1970) was een Nederlands politicus.
Hij werd geboren als zoon van Dijrk Arij Petrus Cornelis Hofland (1862-1931; koopman) en Maria Anna Alouisa Swagemakers (1866-1897). Hij volgde enige tijd een priesteropleiding in Haaren maar al snel koos hij voor een ambtelijke loopbaan. Hij werd in 1915 volontair bij de gemeente Goirle en in 1920 ging hij als ambtenaar werken bij de gemeentesecretarie van Tilburg. Van 1930 tot 1933 had Hofland een leidinggevende positie bij de Diadema sigarenfabrieken in Maastricht; het bedrijf van zijn schoonvader G.H.M.J. Majoie. Hofland trad daarna weer in dienst bij de gemeente Tilburg waar was hij als adjunct-commies werkzaam bij de afdelingen onderwijs en pensioenen. In 1934 volgde zijn benoeming tot burgemeester van Baarle-Nassau. Op 1 mei 1940 werd Hofland de burgemeester van Oud en Nieuw Gastel. Hij ging in 1961 met pensioen en overleed in 1970 op 74-jarige leeftijd. In zijn overlijdensbericht in de krant (De Tijd) van woensdag 6 mei 1970 staat dit vermeld: 
‘In de vrede van Christus, is uit ons midden 
heengegaan mijn lieve man, onze goede vader 
en grootvader.
HENRICUS JOSEPHUS MARIA HOFLAND
Echtgenoot van 
Maria Godefroid Adele Guillaiume Majoie
op de leeftijd van 74 jaar, oud-burgemeester van Baarle Nassau
en van Oud en Nieuw Gastel.
Breda:
M. G. A. G. Hofland-Majoie

Heerlen:
Marijke Hofland
Den Haag:
Hetty Schlatmann-Hofland J. L. M. Schlatmann
Brussel:
Renée Engels-Hofland
C. M. J. Engels
Parkhill (Canada): 
Hein Hofland
Eindhoven:
Else Hofland
Groenlo:
Margriet de Groen-Hofland
H. L. V. de Groen
Havelte:
Rudolf Hofland
A. Hofland-van der Kroon 
Barcelona:
Dirk Hofland
F. Hofland-Martinez
Dreieichenheim (Dld.):
Gemma Fechner-Hofland 
D. Fechner
Oud Gastel:
Wim Hofland
J. Hofland-Wierikx
Breda:
Coen Hofland
Breda:
Marie-Louise Hofland
Nijmegen:
Frits Hofland
En kleinkinderen
BREDA. 5 mei 1970, 
Koningin Emmalaan 22.
De overledene is opgebaard in de rouwkamei van het St. Laurens Ziekenhuis te Breda.
Bezoek vrijdag van 4-5 uur. Avondwake vrij- dag om 19.45 uur in de parochiekerk van de H. Laurentius, Ginnekenweg 331, Breda.
De eucharistieviering waartoe u wordt uitge- nodigd zal plaatsvinden zaterdag 9 mei om 11 uur in voornoemde kerk. Hierna zal de begra- fenis geschieden op de r.k. begraafplaats St. Jan te Goirle.
Gelegenheid tot condoleren van 10.15 - 10.45 uur, Koningin Emmalaan 22, Breda, en na de begrafenis Sociëteit Philharmonie, Goirlese- weg 13, Tilburg.